# Hanikansaari
Hanikansaari är en ö i Finland. Den ligger i sjön Haukivesi och i kommunen Nyslott i  landskapet Södra Savolax, i den sydöstra delen av landet, 290 km nordost om huvudstaden Helsingfors. Öns area är 7,2 hektar och dess största längd är 0,7 kilometer i öst-västlig riktning.